# 動物探偵まどかの推理日誌
『動物探偵まどかの推理日誌』（どうぶつたんていまどかのすいりにっし）は、原作：宮﨑克、作画：左藤圭右の漫画作品。講談社『月刊少年ライバル』2013年5月号から、同誌の終刊号である2014年7月号まで全15話連載された。単行本はライバルコミックス（ライバルKC）で全4巻。キャッチコピーは「史上初!の動物ミステリーコミック」。

## 概要
動物に関する豊富な知識を持ち、その行動を読み解くことで動物と（比喩的に）会話ができるバイリンガル的少女、阿仁円（あに まどか）を探偵役とする推理漫画。「山羊さん」こと八木刑事から協力を求められ、動物が関わる事件を解決する。単行本の表紙等に記された英題は「Detective Bilin-Girl MADOKA」。基本的に1話完結形式だが、第5・6話だけは前後編になっている。第9話が発表された2013年12月、掲載誌『月刊少年ライバル』が2014年7月号をもって休刊となることが発表された。休刊にともない一部の連載作品は別の雑誌やアプリ、Web連載に移行したが、本作は休刊とともに最終回を迎えた。
原作担当の宮﨑克は過去にも『人形草紙あやつり左近』などのミステリー漫画を手掛けてきた漫画原作者。本作の連載期間中、ミステリー漫画『月は囁く』（隔月刊誌『ビッグコミックオリジナル増刊』2013年3月号〜2015年11月号）の原作も同時に手掛けていた。
作画担当の左藤圭右（さとう けいすけ）はゴツボ☆マサルやゴツボ×リュウジのアシスタントを経験したのち、少年ライバルコミック大賞からデビューした漫画家。その縁で、左藤の初の単行本となった本作第1巻（2013年9月発行）の帯にはゴツボ☆マサルが、第2巻の帯にはゴツボ×リュウジがそれぞれ推薦コメントとイラストを寄せている。

## 登場人物
阿仁円（あに まどか）
高校2年生にして、阿仁動物公園の園長。
動物の生態、行動に関するエキスパートで、動物に関する事件が起こると警察から協力を求められ、解決に力を貸す。八木刑事からは、「動物の行動（ことば）を聞きとって真相までも洞察する」さまはまるで、あらゆる動物の言葉を理解できる「ソロモンの指環」のようだと評された（第1話）。
動物の行動や痕跡等から事件の真相を見抜いたときの決め台詞は「○○は斯く語りき」。「○○」には「猫」、「熊」などの動物名やペットの固有名、あるいは「彼ら」、「彼女」（いずれにしろ動物を指す）等の代名詞が入る。
父の阿仁無間（あに むげん）はマタギ。母（名前不明）は獣医。母方の祖父であるジョーンズ・メビウスはトレジャー・ハンター。
高校生活はあまり描かれないが、お嬢様学校である折園学院大学附属高校に通っており、クラスは2年酉組。仲の良いクラスメイトに亀梨万里と千羽千鶴がいる。
八木（やぎ）刑事
捜査一課所属。いつもスーツで眼鏡をかけた男性刑事。階級や年齢は不明だが、見た目は若い。
動物がらみの事件が起こると、まどかに協力を求める。まどかには「ヤギ（山羊）」のアクセントで「山羊さん」と呼ばれている。フルネームは本編には出てこなかったが、八木亜門（やぎ あもん）であることが単行本最終巻巻末のおまけページで明かされた。
九玉藻（いちじく たまも）刑事
八木に好意を寄せる同僚の刑事。第5話で初登場し、以降は八木と2人1組で事件捜査をする。
名前のモチーフは九尾の狐と玉藻御前で、ポニーテールの先端が9つに分かれた髪型をしている。まどかには「キューちゃん」、「九（キュー）ちゃん」と呼ばれている。
亀梨万里（かめなし まり）
まどかの高校でのクラスメイト。まどかには「亀ちゃん」と呼ばれている。本編では、第11話「三匹が行（い）く」で初登場。
祖父は八木刑事が勤務する警察署の署長。UMA（ユーマ＝未確認動物）に強い興味を持つ。なお、実はまどかもUMAには興味津々であり、第11話ではまどかと亀梨万里、千羽千鶴の3人で「妖怪屋敷」とうわさされる近所のボロ屋敷の探検に行く。続いて第12話では、宇宙人による動物の連続アブダクションと思われる事件の解明に3人で乗り出すが、本編への登場はこの2話だけであった。
千羽千鶴（せんば ちづる）
まどかの高校でのクラスメイト。まどかには「鶴ちゃん」と呼ばれている。本編では、亀梨万里と同じく第11話「三匹が行く」で初登場。
アウトローな組織「千羽組」の一人娘で、登下校はいつも高級車で送迎されている。亀梨万里とは中学からの同級生で、「マリ」「つるちゃん」と呼び合う仲。3人のなかでは比較的常識人でツッコミ役だが、怒るとすぐに手が出てしまう。UMAや宇宙人などには興味がないが、まどかと万里が突っ走ってしまうので、千鶴も結局一緒に行動することになる。本編への登場は第11話と第12話の2話だけであった。
なお、作画担当の左藤は亀梨万里と千羽千鶴の2人をもっと早く本編に出したいと思っていたが、第4話用に2人の登場エピソードを「原作無視して描いたら全ボツ」になったと、第2巻巻末のおまけまんがで書いている。2人とも本編での初登場は第11話（第3巻に収録）だが、第1巻巻末のおまけまんが「未確認動物探偵まどかの周辺事件。」で先に登場している。
怪盗BONE（かいとうボーン）
広島弁で話す怪盗。第8話「参上! 動物怪盗BONE」で初登場。
動物を使ったトリックを用い、高価なものを盗み出す。犯行後には自分の犯行の証として現場に頭蓋骨のレプリカを残す。犯行前に予告状を送る場合は、頭蓋骨のレプリカに予告状をはさんで送りつける。まどかには「ボンさん」と呼ばれている。本名は本編には出てこなかったが、辻六道（つじ りくどう）であることが単行本最終巻巻末のおまけページで明かされた。

## 書誌情報および収録エピソード一覧
原作：宮﨑克、漫画：左藤圭右『動物探偵まどかの推理日誌』（ライバルコミックス、講談社、全4巻）
| 巻 | 発行年月       | ISBN                   | 収録エピソード                                                  | 初出                                          |
| -- | -------------- | ---------------------- | --------------------------------------------------------------- | --------------------------------------------- |
| 1  | 2013年9月4日   | ISBN 978-4-06-380285-6 | PAGE:001「蛇に魅入られた蛙」                                    | 『月刊少年ライバル』2013年5月号〜7月号        |
| 1  | 2013年9月4日   | ISBN 978-4-06-380285-6 | PAGE:002「笑い猫と招き猫」                                      | 『月刊少年ライバル』2013年5月号〜7月号        |
| 1  | 2013年9月4日   | ISBN 978-4-06-380285-6 | PAGE:003「ある日森の中熊さんが召し上がった」                    | 『月刊少年ライバル』2013年5月号〜7月号        |
| 2  | 2013年12月27日 | ISBN 978-4-06-381303-6 | PAGE:004「鳥物帖」                                              | 『月刊少年ライバル』2013年8月号〜11月号       |
| 2  | 2013年12月27日 | ISBN 978-4-06-381303-6 | PAGE:005「化粧狐の嫁入り」 （読み：けしょうキツネのよめいり）   | 『月刊少年ライバル』2013年8月号〜11月号       |
| 2  | 2013年12月27日 | ISBN 978-4-06-381303-6 | PAGE:006「化粧狐の嫁入り」 （読み：けしょうキツネのムショいり） | 『月刊少年ライバル』2013年8月号〜11月号       |
| 2  | 2013年12月27日 | ISBN 978-4-06-381303-6 | PAGE:007「フクロウの密室」                                      | 『月刊少年ライバル』2013年8月号〜11月号       |
| 3  | 2014年6月4日   | ISBN 978-4-06-381324-1 | PAGE:008「参上! 動物怪盗BONE」                                  | 『月刊少年ライバル』2013年12月号〜2014年3月号 |
| 3  | 2014年6月4日   | ISBN 978-4-06-381324-1 | PAGE:009「Catch me If youキャ――ン」                             | 『月刊少年ライバル』2013年12月号〜2014年3月号 |
| 3  | 2014年6月4日   | ISBN 978-4-06-381324-1 | PAGE:010「沈黙の金、雄弁の狼」                                  | 『月刊少年ライバル』2013年12月号〜2014年3月号 |
| 3  | 2014年6月4日   | ISBN 978-4-06-381324-1 | PAGE:011「三匹が行く」                                          | 『月刊少年ライバル』2013年12月号〜2014年3月号 |
| 4  | 2014年9月4日   | ISBN 978-4-06-381333-3 | PAGE:012「宇宙人だよ!全員集合!!!」                              | 『月刊少年ライバル』2014年4月号〜7月号        |
| 4  | 2014年9月4日   | ISBN 978-4-06-381333-3 | PAGE:013「窮鼠 耳を貸す」                                       | 『月刊少年ライバル』2014年4月号〜7月号        |
| 4  | 2014年9月4日   | ISBN 978-4-06-381333-3 | PAGE:014「怪盗乱麻を断たれる」                                  | 『月刊少年ライバル』2014年4月号〜7月号        |
| 4  | 2014年9月4日   | ISBN 978-4-06-381333-3 | LAST PAGE「ソロモンリングは斯く語りき」                         | 『月刊少年ライバル』2014年4月号〜7月号        |

第5話「化粧狐の嫁（よめ）入り」と第6話「化粧狐の嫁（ムショ）入り」は、1話完結を基本とする本作の唯一の前後編作品。

## 日本国外での翻訳出版
2018年1月、台湾で繁体字中国語版『動物偵探小圓的推理日誌』の刊行が開始された。「圓」は「円」の正字体で、「小圓」は「圓ちゃん（円ちゃん）」のような意味。
- 『動物偵探小圓的推理日誌』1（訳：王薇婷、東立出版社、2018年1月、ISBN 9789863827924）